# Bonn-Aachener Heerstraße
Die Bonn-Aachener Heerstraße war eine mittelalterliche Handels- und Heerstraße, die in weiten Strecken dem Verlauf alter römischer Nebenstraßen folgte. Sie gewann weiterhin an Bedeutung, als sie als Teilstrecke der so genannten Krönungsstraße genutzt wurde. Später blieb die Streckenführung ein Reise- und Postweg, der als solcher bis in das 19. Jahrhundert frequentiert wurde.

## Geschichte
Mittelalterliche Straßen, die als Heerstraßen, Heerwege, Königsstraßen, öffentliche Landstraßen oder Handelswege in der deutschen Geschichte angeführt wurden, waren Militärstraßen und zugleich Fernverbindungen zwischen großen, zumeist befestigten Städten. Sie waren keine ausgebauten befestigten Straßen, sondern nach heutigem Standard einfache Wege, die sich von den anderen lediglich durch ihre Breite unterschieden. Sie verliefen in der Regel in gerader Linie und schufen so die kürzeste zu bewältigende Distanz. Entlang dieser Straßen befanden sich häufig Burgen, Herbergen und Stationen zur Versorgung der Pferde, sodass auf den weiten Strecken ein Mindestmaß an Sicherheit herrschte. Diese Erwägungen veranlassten auch die Handelsherren, ihre Waren über diese Routen sicher ans Ziel zu bringen. Das sich in der späteren Neuzeit verdichtende Straßennetz und der aufkommende Eisenbahnverkehr führte dazu, dass auch der letzte Nutznießer dieser Fernstrecken, die Pferdepost mit ihren eingerichteten Stationen, abgeschafft wurde.

### Verlauf der Heerstraße entlang früher Ansiedlungen
Die Heerstraße Bonn – Aachen verlief von Bonn über die schon früh erwähnten Orte Dransdorf (1139) und Bornheim (945), wo sie in letzterem noch heute den Namen Königsstraße führt, am Villehang entlang, zweigte bei Brühl (1180) von der Bonnstraße (der heutigen Römerstraße) ab, die weiter nach Hermülheim und Köln führt, und führte bergauf zur Gabjei, wo heute der Brühler Wasserturm steht, dann über den Villerücken, durch Spurk (spätere Wüstung) nach Liblar (1155). Sie traf dort auf die Köln-Zülpicher Straße, die ehemalige Römerstraße Köln–Trier. Mit dieser vereint überquerte sie die ab Liblar als Handelsstraße stark genutzte Heerstraße Bonn – Aachen, die über Bornheim, Hemmerich (1163), Swisterberg (1310), Buschfeld (1276), Brüggen (1293) und Blatzheim (1057) verlief.
Etwa 1200 m nach dem Erftübergang bei dem Kloster Frauenthal (Anfang des 13. Jahrhunderts) zweigte sie kurz vor dem Römerhof von der Köln-Zülpicher Straße ab und führte nun durch ein Busch-Heidegebiet, welches als „Eilau“ bezeichnet wurde, nach Lechenich. Bemerkenswert ist, dass der Stadtgrundriss von Lechenich auf diese Straße, die den Ort gerade durchläuft, ausgerichtet ist. Von dort weiter über Herrig (1155) Pingsheim (um 1020) nach Nörvenich (um die erste Jahrtausendwende erwähnt). Hier querte sie den Neffelbach und auf seinem jenseitigen Hang die alte Römerstraße Neuss (Novaesium) – Zülpich (heute Bundesstraße 477). Es geht in der gleichen Fluchtlinie weiter über Eschweiler über Feld (1003), Girbelsrath und Merzenich (1225) zum Rurübergang Birkesdorf (1126) / Mariaweiler (973) bei Düren. Dort führt sie als Heerweg an der heutigen LVR-Klinik Düren vorbei; von hier am Rande des Hohen Venns vorbei über Eschweiler (828) nach Aachen.
Offen bleibt jedoch, ob im Mittelalter die Straße nach Überquerung der Ville direkt abwärts an Buschfeld vorbei geradeaus zum Erftübergang und weiter nach Lechenich führte oder ob der im „Liblarer Weistum“ im Jahr 1571 überlieferte Weg genommen wurde. Nach diesen Aufzeichnungen verlief die Strecke wie folgt: „die gemeine Straße führt aus dem Dorf ab dem Zollhaus entlang dem Gracht, dann durch Spurk bis auf den Hasenbroich. Der Weg ist so breit, dass ein Zugwagen dort fahren und einem anderen ausweichen kann. Die Nachbarn weisen als gemeiner Weg auch denjenigen (aus), der an der Hasenbroich anfängt und durch den Busch nach Brühl führt“.

### Heerstraße als Königsstraße
Die Wahlen der jeweiligen deutschen Könige fanden an verschiedenen Orten statt, nach der von Karl IV. im Jahr 1356 erlassenen Goldenen Bulle stets in Frankfurt am Main, zur Krönungsfeier selbst reisten die Gewählten nach Aachen.
Hierzu wählten sie im Verlauf der Jahrhunderte unterschiedliche Reiserouten. Dementsprechend wurden in der historischen Forschung mehrere Varianten aufgezeigt und als Möglichkeit in Betracht gezogen. Eine dieser Varianten, die von Frankfurt zur Krönung nach Aachen führte, war die als Krönungsstraße bezeichnete Aachen-Frankfurter Heerstraße von Sinzig nach Aachen, eine andere führte dagegen über Bonn. Die Könige legten wohl die Strecke von ihrem Wahlort bis Bonn mit dem Schiff zurück, um von dort über Land zu reiten, wie es für 1442 dokumentiert wurde.
So reiste im Jahr 1314 König Friedrich der Schöne nach seiner Wahl in Frankfurt nach Bonn. Die Weiterreise nach Aachen wurde in Lechenich vorzeitig beendet, weil in Aachen der Gegenkönig Ludwig der Bayer gekrönt wurde. Erzbischof Heinrich II. nahm die Krönung Friedrichs in Bonn vor. König Ludwig benutzte eine große Teilstrecke der Heerstraße, als er nach seiner Krönung in Aachen mit seinem Heer durch das Gebiet des Erzbischofs Heinrich von Virneburg nach Köln zog. Eine seiner Urkunden ist 1314 in Merzenich ausgestellt. Karl IV. reiste 1346 nach seiner Wahl in Rhens mit dem Schiff nach Bonn und wurde dort von Erzbischof Walram von Jülich gekrönt. Auch nach seiner zweiten Wahl in Frankfurt und der folgenden Krönung in Aachen 1349 wählte er die Route über Bonn. Zur Krönung seines Sohnes Wenzel zog er ebenfalls von Bonn nach Aachen. König Sigismund nahm im Jahr 1414 diesen Weg, ebenfalls König Friedrich III. im Jahr 1442.
Nachdem die Krönungen nicht mehr in Aachen stattfanden, 1531 wurde Ferdinand I. als letzter in Aachen gekrönt, verlor die Straße Bonn – Aachen ihre Funktion als Königsstraße und damit an Bedeutung.

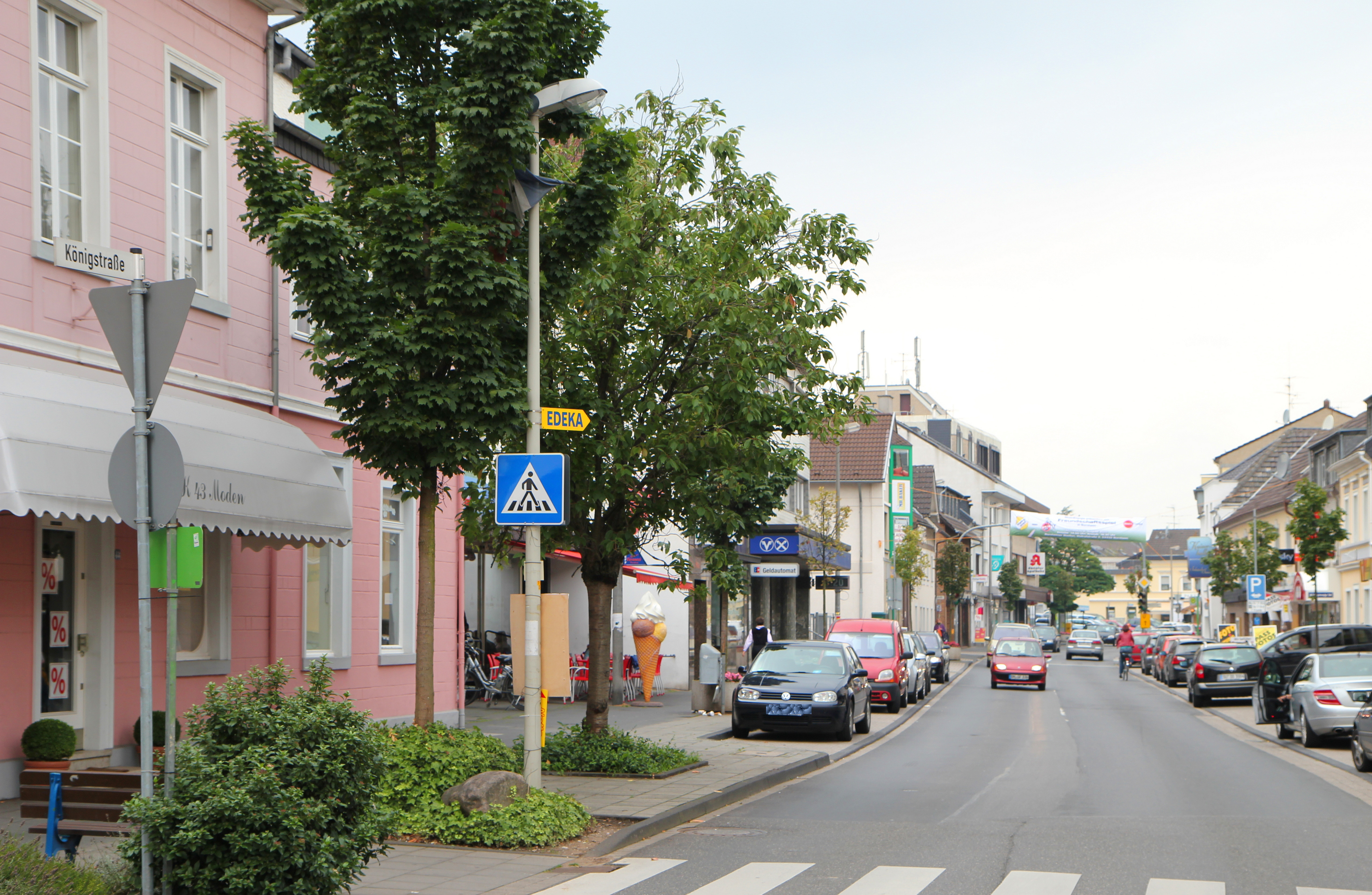
Bornheim, Verlauf der Königstraße im Ortszentrum

Erste überlieferte Bezeichnungen der Straße waren in Bornheim „Königsstraße“ (1272 conningxstroß), in Lechenich „Bonner Straße“ (1357 bunre straß) und in Liblar „Brühler Straße“ (1401 broelre straisse). Außerhalb der Orte in der Eilau zwischen Lechenich und der Erft wurde sie „Königspfad“ (1587 kuningspath) genannt und von Liblar durch die Ville ebenfalls „Königspfad“ (1670 Königsbath).

### Pilgerweg im Teilbereich Lechenich – Aachen
Im Mittelalter war die Straße von Lechenich bis Aachen ein Pilgerweg, den zahlreiche Gläubige nutzten. Anlass war vor allem die alle sieben Jahre stattfindende Aachener Heiligtumsfahrt, an der viele Gläubige teilnahmen, die als „Ungarnpilger“ bezeichnet wurden und die zunächst zur Reliquienverehrung den Kölner Dom und weitere Stätten der Verehrung in Köln aufsuchten, um dann über die Köln-Zülpicher Straße bis zur Erft und nach dem Erftübergang über die Bonn-Aachener Straße nach Lechenich zu ziehen und dort Quartier zu nehmen. Nach einer Übernachtung setzten sie ihren Weg nach Aachen fort.

### Wandel zur Landstraße Bonn – Aachen
Als historische Straße, die durch die Territorien des Jülicher und Kurkölner Gebietes verlief, war die ehemalige Königsstraße vornehmlich eine Handelsstraße, auf der auch die Kölner Kurfürsten mit ihrem Gefolge und andere Persönlichkeiten von Bonn über Brühl, Liblar, Lechenich, Birkesdorf, Eschweiler nach Aachen oder nach Lüttich reisten. Die Landesherren, die Kölner Erzbischöfe und Kurfürsten sowie die Grafen und späteren Herzöge von Jülich hatten mit den ihnen vom König übertragenen Regalien auch die Verpflichtung übernommen, den Schutz der auf dieser Straße Reisenden zu gewährleisten, soweit diese sich auf ihrem Territorium befanden, und auch für die Instandhaltung ihres Straßenabschnittes zu sorgen. Auf ihrem Gebiet konnten sie Zoll erheben, den sie in der Regel an den Grenzstellen oder Stadttoren vereinnahmten. Den Schutz der Reisenden auf kurkölnischem Gebiet nahmen bewaffnete Reiter wahr, seit dem 17. Jahrhundert so genannte Amtsschützen.

#### Bereich der Ville
Im Bereich der Strecke von Lechenich bis Brühl erinnerte die bis Ende des 18. Jahrhunderts übliche Bezeichnung „brölische Straße genannt Königspatt“ an die ehemalige Nutzung und verdeutlichte durch ihre Breite, die sie von anderen Wegen unterschied, ihren früheren Rang als Königsstraße.
Die unbefestigte Landstraße wurde im weiteren Zeitverlauf im Bereich der Ville kaum noch von Fahrzeugen genutzt, da der „Königspfad“ immer mehr zu einem „Patt“, einem Fußweg „durch den Busch“ geworden war. Eine Anordnung der Kurfürsten verpflichtete die Einwohner der Ämter Brühl und Lechenich, diesen Teilbereich der Straße in Stand zu halten. Fahrzeuge nutzten damals die Strecken über die kölnische Straße (heutige Luxemburger Straße) bis Hermülheim und von dort nach Brühl oder Bonn. Auch die Kölner Kurfürsten bevorzugten für ihre Reisen die Route Bonn-Brühl-Hermühlheim-Liblar-Lechenich. Als Alternative stand für Reisende nach Bonn auch die Strecke von Lechenich über Bliesheim, Swisterberg zur Verfügung.
Erst von 1770 bis 1772 wurde auf Anordnung des Kölner Kurfürsten Maximilian Friedrich das verfallene Teilstück der ehemaligen Königsstraße zwischen Brühl und Lechenich gründlich instand gesetzt, um wieder den Fahrzeugverkehr zu ermöglichen und sie als Poststraße von Bonn nach Aachen auszubauen.

#### Nutzung als Postweg
Die im Jahre 1786 angestrengten Bemühungen der Interessenvertreter der von den Thurn und Taxis betriebenen Kaiserlichen Reichspost, bei der kurfürstlichen Hofkammer in Bonn eine Konzession für den Postkurs Bonn-Düren-Aachen zu erlangen, blieben ohne Erfolg, da Kurfürst Karl Theodor von der Pfalz bereits dem Dürener Bürger Johann Jakob Siegers eine Konzession als Posthalter für die Teilstrecke von Düren nach Aachen erteilt hatte. Im Jahr 1791 kam es jedoch zu einer Einigung, die eine Teilung der Gesamtstrecke in zwei konzessionierte Bereiche vorsah. Der kurkölnische Posthalter Peter Joseph Pauli der Jüngere, der den Postkurs von Köln nach Bonn über Brühl betrieb, übernahm den Teil der Strecke von Bonn bis Düren, danach fuhr Siegers auf dem bisherigen Postkurs von Düren nach Aachen.
Seit 1791 verkehrte zweimal wöchentlich ein Postwagen von Bonn nach Aachen über Brühl, Liblar und Lechenich mit einer von Pauli eingerichteten Pferdewechselstation in Liblar. Die zweite Station war in Düren, für die Johann Jakob Siegers zuständig war. Am folgenden Tag wiederholte sich der Kurs in umgekehrter Richtung.
Nach dem Einmarsch der französischen Revolutionstruppen 1794 übernahmen die in Köln ansässigen Postanstalten den Postverkehr wie früher. Die von der französischen Verwaltung beauftragten Posthalter erhielten Sicherheitspässe und auf den Türen der Postwagen die Aufschrift „Postwagen der französischen Republik“, darüber befand sich als Logo eine aufgemalte rote phrygische Mütze.
Auf den 1795 eingerichteten Hauptpoststrecken verkehrte eine staatliche Fahrpost, die seit März 1798 auch von privaten Unternehmern konkurrierend betrieben werden durfte. Für die Strecke Aachen-Düren und anschließend für die Strecke Düren-Bonn erhielt Siegers als freier Unternehmer die Konzession.

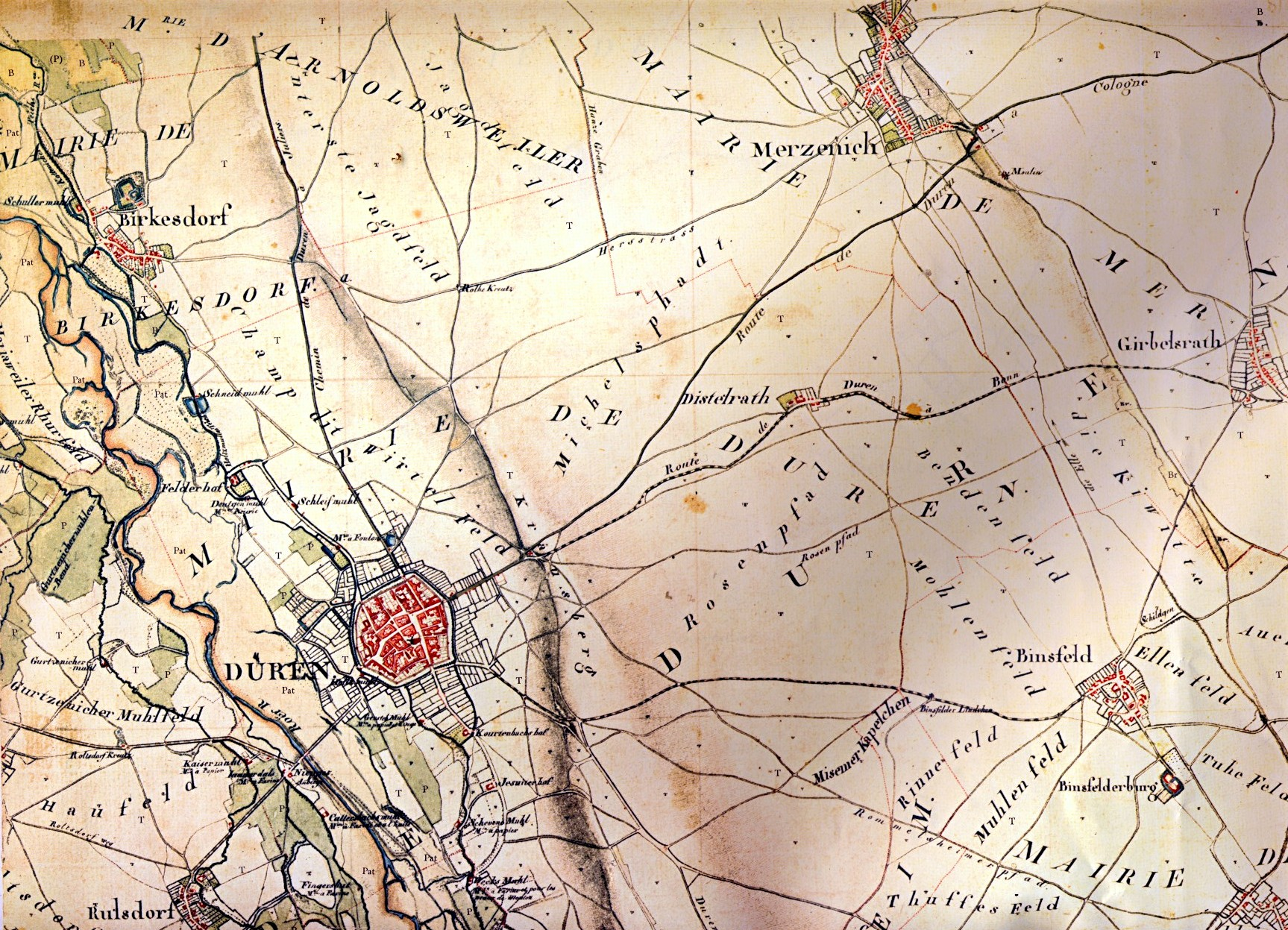
Auf der Tranchotkarte ist die Bezeichnung Heerstraße erhalten

#### Reparaturen in Napoleonischer Zeit
In Napoleonischer Zeit wurden zahlreiche Brücken und Landstraßen in Stand gesetzt, darunter 1807 die Straße von Aachen nach Bonn über Düren und Brühl (Route de 3me Classe de Aix la Chapelle à Bonn par Duren et Bruhl), deren Verlauf über Nörvenich, Lechenich, Liblar und Brühl angegeben wird. Damals wurde das Teilstück zwischen Liblar und Brühl mit dem Abstieg vom Brühler Berg sowie das Teilstück (partie entre Lechenich et Liblar) von der Erftbrücke bis Lechenich instand gesetzt.

### Neuer Straßenbau in preußischer Zeit
Die 1831 erbaute Provinzialstraße von Liblar nach Brühl, die Brühler Chaussee, ersetzte die alte Landstraße und durch den 1854 erfolgten Ausbau der Luxemburger Straße wurde das Teilstück der alten Landstraße durch die Eilau von der Erftbrücke bis Lechenich ersetzt.

## Heutige Situation

### Veränderung durch Industrialisierung
Durch die einsetzende Industrialisierung, vornehmlich durch den Braunkohleabbau in der Region wurde beispielsweise im Bereich der Ville die Straße von Liblar nach Brühl zerstört und endet heute als kurze Stichstraße vor dem Liblarer See. Das Gleiche geschah auf der Brühler Seite mit der Liblarer Straße, die heute auf der Höhe des dortigen Wasserturms endet. Die 2001 fertiggestellte Umgehungsstraße B265n brachte die Orte an der ehemaligen Heerstraße in eine Randlage. Noch bestehende Teilstrecken wurden zu innerörtlichen Straßen, Fahrradwegen oder Feldwegen und sind als ehemals bedeutende Königsstraße nicht mehr zu erkennen und weitgehend unbekannt.

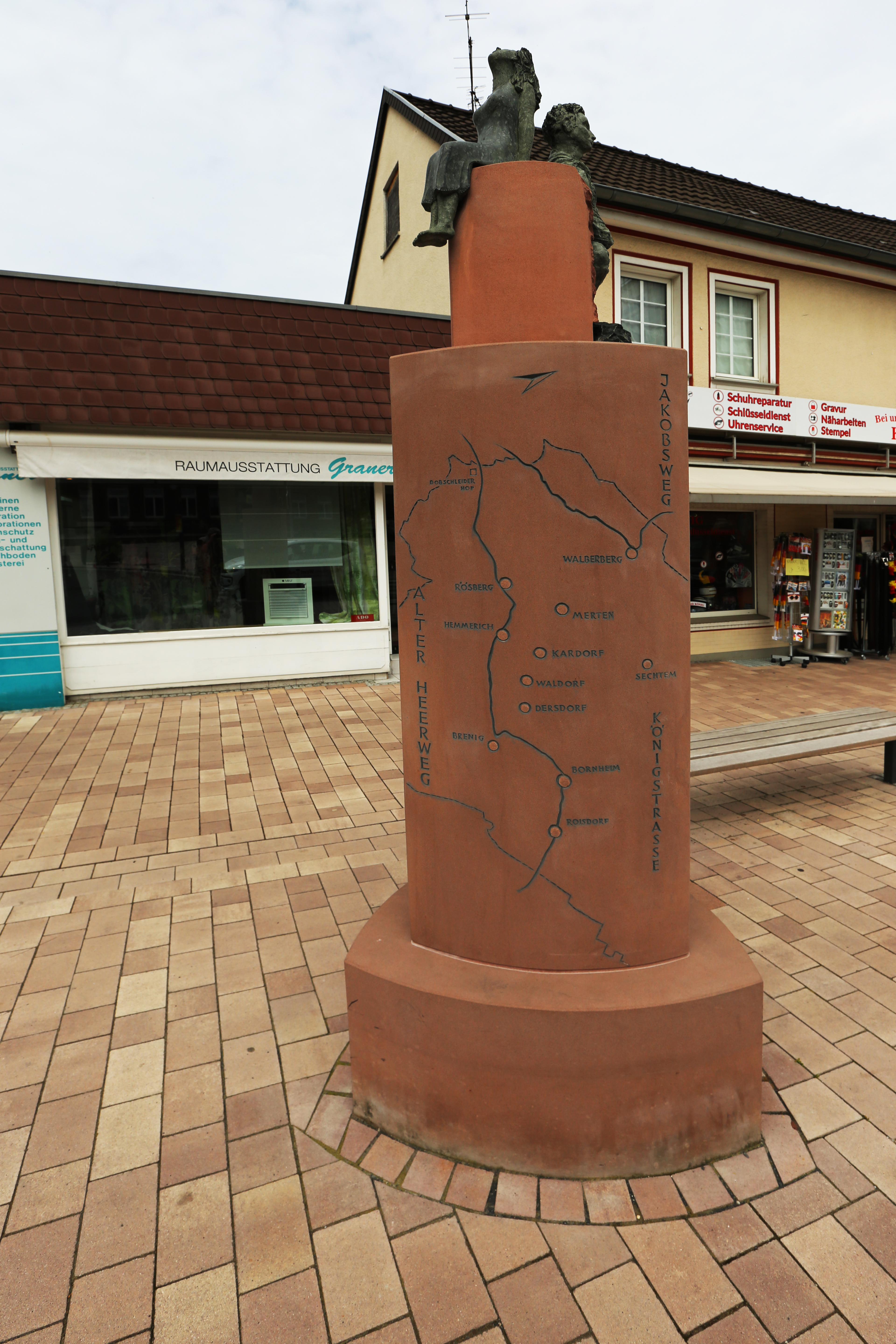
Die Stele an der Bornheimer Königstrasse stellt den Verlauf des Alten Heerwegs auf städtischem Gebiet dar

### Versuch einer Rekonstruktion der Heerstraße
Franz Schorn, der 1960 die in Vergessenheit geratene mittelalterliche Heerstraße Bonn – Aachen wieder bekannt machte, stützte sich bei seiner Rekonstruktion auf die von dem Geodäten Carl Hauptmann im Jahre 1912 unternommenen Untersuchungen zu ehemaligen Römerstraßen. Eine der von Hauptmann beschriebenen Straßen verlief von Bonn über Roisdorf, Bornheim, Waldorf, Hemmerich nach Weilerswist.
Nach Schorn folgte die Königsstraße der ehemaligen Römerstraße über den Swister Berg, ging dann über Bliesheim nach Lechenich und von dort über die Strecke Dorweiler-Kelz nach Aachen. Den Verlauf zwischen Bliesheim und Lechenich entnahm er einer um 1700 entstandenen Flurkarte des Stiftes St. Mariengraden in Köln mit einer als „Bönnische Straße“ eingezeichneten Verbindung zwischen Lechenich und Bliesheim.
Die direkte Straßenverbindung zwischen Lechenich über Liblar durch die Ville nach Brühl blieb unberücksichtigt.

### Radweg Kaiser-Route
Von 1994 bis 2014 bestand ein ausgeschilderter Radwanderweg, die Kaiser-Route, die in Anlehnung an das Itinerar Karls des Großen seinem Weg von Aachen nach Paderborn folgte.
Die Route verlief mit Zugeständnissen an die heutige Verkehrslage von Aachen nach Düren und Lechenich über die ehemalige Königsstraße. An der Erft folgte sie dann einem ausgebauten Fahrradweg, der in etwa parallel der alten Heerstraße Bonn-Neuss entlang der Erft bis Bergheim verläuft, und von dort über Bedburg nach Paderborn.